# Jenakijeve
Jenakijeve (in ucraino Єнакієве?) o Enakievo (in russo Енакиево?) è de iure una città dell'oblast' di Donec'k, una provincia dell'Ucraina orientale, ma dall'aprìle 2014 è de facto parte della Repubblica Popolare di Doneck  a sostegno della Russia.
Jenakijeve è un importante centro regionale per l'estrazione del carbone, per la metallurgia, per l'industria chimica e per il manifatturiero. L'attempata tecnologia impiegata nell'industria cittadina ha causato incidenti come l'esplosione di gas avvenuta nel giugno 2008 in una delle miniere di carbone di Jenakijeve.

## Storia
Jenakijeve è stata fondata nel 1853, mentre le prime miniere furono aperte nel 1883. I vari insediamenti divennero una città nel 1925.
Nel 1928 la città fu ridenominata Rykovo in onore del politico A. I. Rykov, ma quando Rykov fu arrestato nel 1937 la città fu rinominata Ordžonikidze in onore di un altro leader sovietico Grigorij Konstantinovič Ordžonikidze. La città ritornò all'originaria denominazione nel 1943.

## Popolazione
Secondo il censimento del 2001, la sua popolazione ammonta a 104.000 persone. Secondo i risultati del censimento, il 13,8% della popolazione utilizza la lingua ucraina nella vita quotidiana, mentre più dell'86% usa il russo.